# 마론 (신화)
마론(Maron)은 그리스 신화에 나오는 아폴론을 모시는 신관이다. 에우안테스의 아들이다. 트라키아의 이스마로스에서 살았다. 트라키아는 트로이 전쟁에서 트로이 편에 섰으므로 그리스군의 적이었다. 오디세우스는 부하들과 함께 이스마로스에 사는 키콘 사람들을 약탈하였으나, 월계수 숲에 살면서 아폴론을 섬기는 마론만은 예외였다. 마론은 그 보답으로 오디세우스에게 여러 가지 선물을 주었는데, 그 가운데에는 포도주 열두 항아리도 들어 있었다. 그 포도주는 한 잔에 20배의 물을 섞어야 할 만큼 독한 술이었다고 한다. 나중에 외눈박이 거인족 키클로페스가 사는 섬에 상륙한 오디세우스는 폴리페모스의 동굴에 갇혀 위험에 빠졌을 때, 폴리페모스로 하여금 이 포도주 원액을 마시게 하여 취하게 한 다음 눈을 찔러 위기를 모면하였다.